# Монте-Джиберто
Монте-Джиберто (итал. Monte Giberto) —  коммуна в Италии, располагается в регионе Марке, в провинции Фермо.
Население составляет 844 человека (2008 г.), плотность населения составляет 69 чел./км². Занимает площадь 13 км². Почтовый индекс — 63020. Телефонный код — 0734.
Покровителем коммуны почитается святитель Николай Мирликийский, празднование 6 декабря.

## Демография
Динамика населения:

## Администрация коммуны
- Официальный сайт: https://web.archive.org/web/20100727121442/http://www.provincia.ap.it/Montegiberto/